# 鷹の巣ダム
鷹の巣ダム（たかのすダム）は、新潟県岩船郡関川村の荒川水系荒川に建設されたダム。
磐梯朝日国立公園に位置する。
老朽化のため旧鷹の巣発電所（認可出力2,130kW）を1996年8月10日に廃したのに伴い、建設された。